# Cmentarz parafialny w Rokitnie (powiat warszawski zachodni)
Cmentarz parafialny w Rokitnie lub też cmentarz w Rokitnie – cmentarz rzymskokatolicki znajdujący się we wsi Rokitno w gminie Błonie, w powiecie warszawskim zachodnim, w województwie mazowieckim.

## Historia
Powstał w 1852 roku (wcześniej miejscowych wiernych, chowano przy kościele Św. Wojciecha, jak i Św. Jakuba, a fundatorów i dobrodziejów w kryptach pod kościołem). 
W pierwszym okresie istnienia cmentarz, pochowano na nim między innymi duchownych ks. Januarego Dzięciołowskiego (zm. 1860) i ks. Antoniego Grzywaczewskiego (zm. 1861), których ziemne groby nie zachowały się jednak do czasów współczesnych i ich lokalizacja, nie była już znana pod koniec XIX wieku.
Na cmentarzu pochowano także długoletniego urzędnika Komisji Rządowej Przychodów i Skarbu, Ignacego Dąbrowskiego (1806–1878), który był właścicielem dóbr Rokitno, Henryka Grabowskiego (1873–1933), właściciela majątku Biskupice, Władysława Rawicz-Rojka (1875–1938), kierownika oddziału Zachodniej Komisji Wykonawczej Centralnego Komitetu Obywatelskiego w Czernihowie w 1915 roku oraz Bratysława Znajewskiego (1837–1901), telegrafiste na stacji Grodzisk (Mazowiecki), który za niedoniesienie władzom o przejeździe powstańców w 1863 roku, został skazany na zesłanie w głąb Cesarstwa. Na cmentarzu spoczywają również we wspólnym grobie, miejscowi proboszczowie ks. Władysław Sędziakowski (zm. 1928) i ks. Zefiryn Kutowski (zm. 1957), długoletni kościelny Kazimierz Jankowski (zm. 1882) oraz rodzina Paschalisów, która była właścicielami Święcic (Feliks Paschalis, jego żona Teresa z Izbińskich i ich córka Aleksandra, a także brat Feliksa Paschalisa, Aleksander).
W 1882 roku tuż przy wale od strony południowej wydzielono część dla innowierców i dla samobójców. Podczas I wojny światowej w 1914 roku pochowano tam żołnierzy niemieckich.  
Na cmentarz znajduje się także kwatera wojenna żołnierzy Wojska Polskiego, poległych w trakcie polskiej wojny obronnej we wrześniu 1939 roku. Spoczywają w niej żołnierze Wojska Polskiego z armii „Łódź” z 2., 3. i 4. Pułku Piechoty 2. Dywizji Piechoty Legionów, 83. i 84. Pułku Strzelców Poleskich, 82. Syberyjskiego Pułku Strzelców z 30. Dywizji Piechoty i 146. Pułku Piechoty Rez. z 44. Dywizji Piechoty Rez., którzy polegli w dniach 12 i 13 września 1939 w trakcie walk w Płochocinie, Kopytowie, Święcicach, Łaźniewie, Orłach i Myszczynie. W kwaterze spoczywają także cywile, którzy zginęli w trakcie działań wojennych we wrześniu 1939. W kwaterze pochowało łącznie 176 żołnierzy WP z których zidentyfikowano 43 oraz 28 osób cywilnych z których zidentyfikowano 12.

## Osoby pochowane na cmentarzu
- Władysław Sędziakowski (1846–1929) – polski duchowny rzymskokatolicki, proboszcz parafii w Rokitnie w latach 1880–1929, prepozyt Kapituły Łowickiej, inicjator powstania i pierwszy prezes Ogniowej Staży Pożarnej w Błoniu[7]

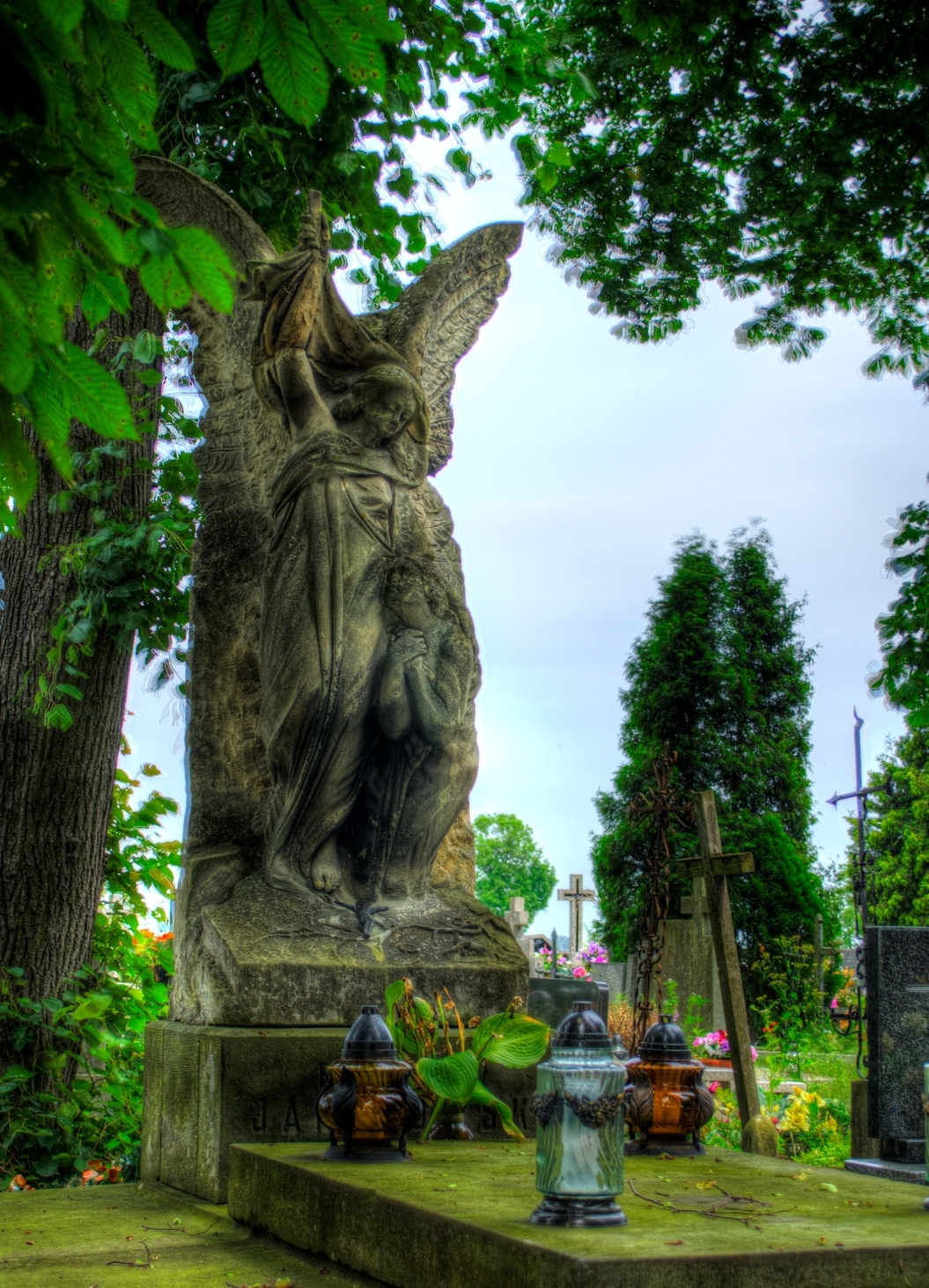
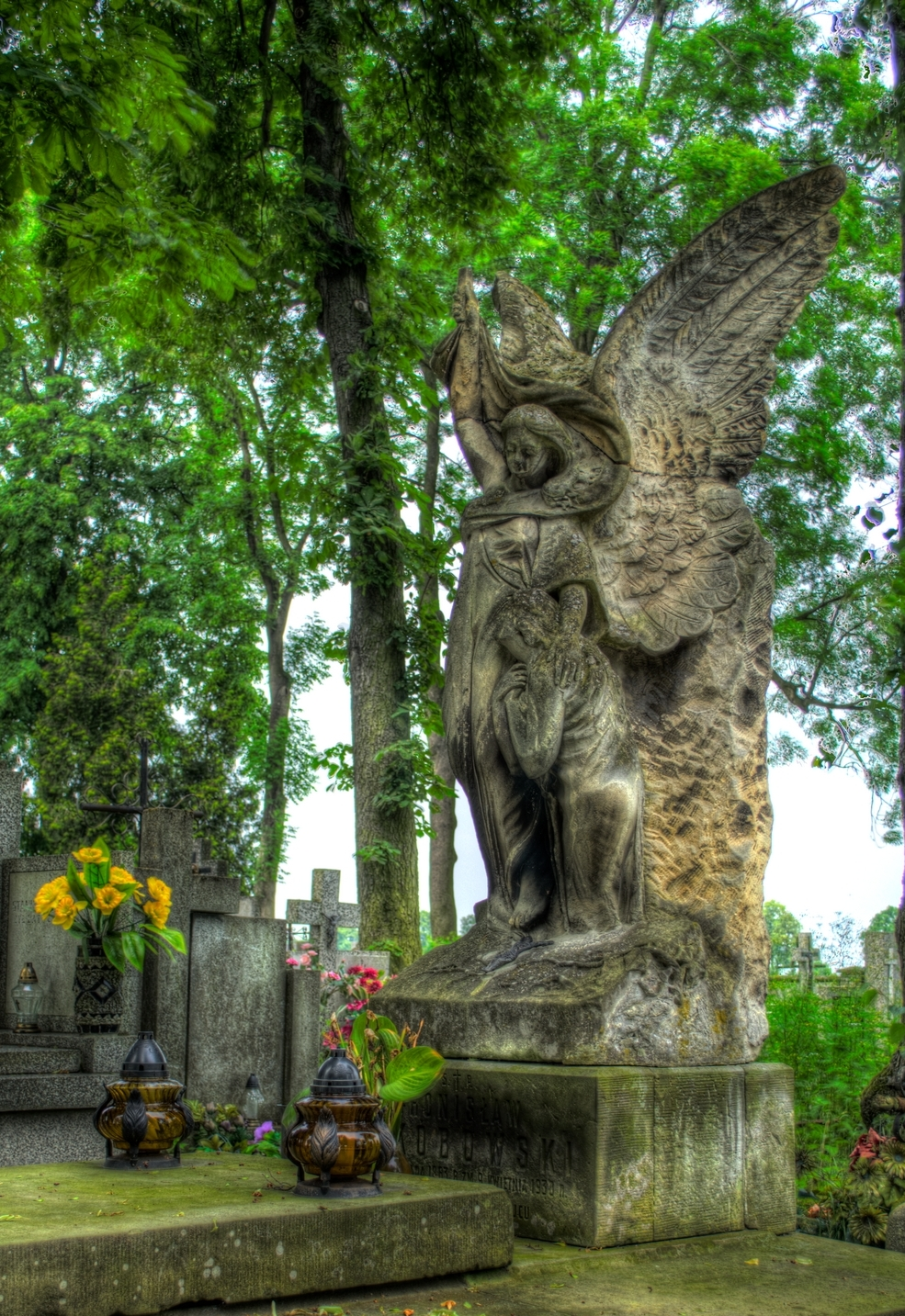
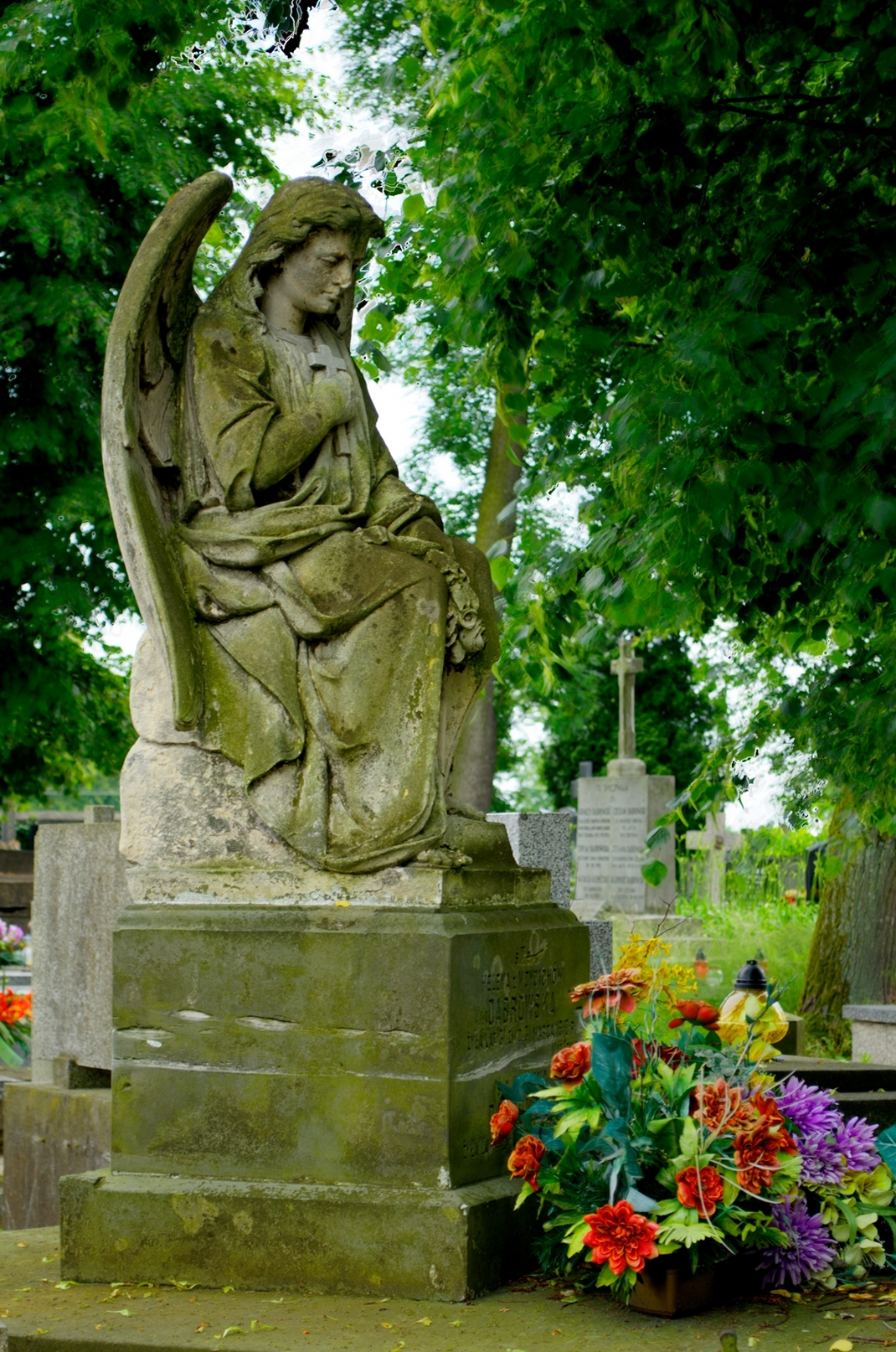